# Flugplatz Alençon-Valframbert

i7
i11
i13
Das Aérodrome de Alençon-Valframbert (ICAO-Code: LFOF) ist ein Flugplatz der Allgemeinen Luftfahrt. Er liegt in der Region Normandie im Département Orne auf dem Gebiet von Cerisé zwischen Alençon und Valframbert etwa 60 Kilometer nördlich von Le Mans. Der Flugplatz wurde während des Zweiten Weltkriegs als Militärflugplatz genutzt.

## Geschichte
Während des Zweiten Weltkriegs wurde der Flugplatz während der Besetzung Frankreichs durch die deutsche Wehrmacht genutzt. Ein Nutzer waren im Juni/Juli 1940 die Messerschmitt Bf 110C/D der V. (Zerstörer-)Gruppe des Lehrgeschwaders 1 (V.(Z)/LG1) und zwischen Mitte April und August 1944 lagen hier Focke-Wulf Fw 190 eines Teils der II. Gruppe des Jagdgeschwader 2 (II./JG 2).

### Feldflugplatz Lonrai /Lonray Airfield

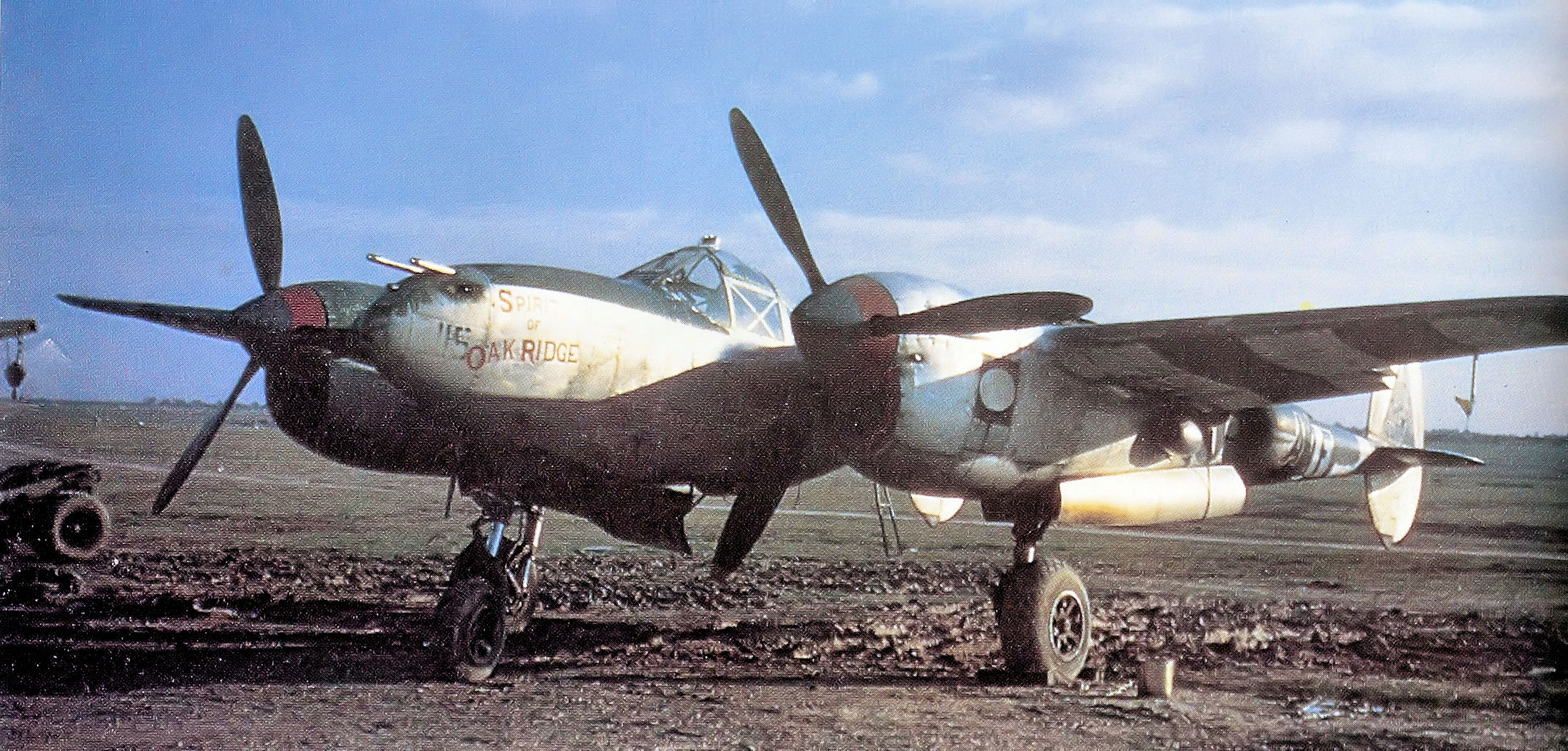
P-38, 370th FG, Lonrei, 1944

Die deutschen Truppen erbauten im Vorfeld der alliierten Invasion in der Normandie einige Kilometer nordwestlich Alençons bei Lonrei einen Feldflugplatz. Der Flugplatz wurde von Mitte Juni bis Anfang August 1944 von der I. Gruppe des Jagdgeschwaders 1 mit ihren Focke-Wulf Fw 190A (I./JG 1) genutzt, wobei das Gros der Gruppe in der zweiten Julihälfte in Köln-Ostheim neue Fw 190A übernahm und nur ein kleines Detachement in Semallé (siehe unten) verblieb. In der letzten Juniwoche kam noch die 1. Staffel des JG 11 hinzu.
Nach Befreiung der Gegend durch die Alliierten nutzten amerikanische Truppen Advanced Landing Ground ALG A-45, so seine alliierte Bezeichnung. Es wurde von Anfang September bis Ende November 1944 von den United States Army Air Forces genutzt. Hier lagen für kurze Zeit die Lockheed P-38 der 370th Fighter Group und anschließend wurde das Gelände noch für zwei Monate  von der mit Douglas DC-3/C-47 ausgerüsteten 439th Troop Carrier Group genutzt.

### Feldflugplatz Semallé
Die Luftwaffe errichtete einige Kilometer nördlich, westnordwestlich Semallés zur gleichen Zeit ein weiteres Flugfeld. Der einzige hier liegende Verband war in der zweiten Julihälfte 1944 ein kleines Detachment der I./JG 1 mit ihren Fw 190A.

## Heutige Nutzung
Der Flugplatz wird unter anderem vom örtlichen Luftsportverein und einem Freundeskreis alter Flugzeuge genutzt.